# Буропятнистый групер
Буропятнистый групер (лат. Epinephelus fuscoguttatus) — вид лучепёрых рыб из семейства каменных окуней (Serranidae). Распространены в Индо-Тихоокеанской области. Максимальная длина тела 120 см.

## Описание
Тело несколько удлинённое, покрыто ктеноидной чешуёй с дополнительными чешуйками. Высота тела меньше длины головы, укладывается 2,6—2,9 раза в стандартную длину тела (для особей длиной от 11 до 55 см). Длина крупной головы в 2,3—2,5 раза меньше стандартной длины тела. Верхний профиль головы у взрослых особей вогнутый на уровне глаз и выпуклый до начала основания спинного плавника выпуклый. Межглазничное пространство плоское или слегла выпуклое. Предкрышка закруглённая, с зазубринами. Верхний край жаберной крышки выпуклый. На жаберной крышке три шипа. Подкрышка и межкрышечная кость гладкие. Верхняя челюсть заходит за вертикаль заднего края глаза. На средней части нижней челюсти располагаются 3—4 латеральных ряда мелких зубов; зубы во внутренних рядах в два раза длиннее таковых во внешних рядах. Задние ноздри треугольной формы, в 4—7 раз крупнее передних. На верхней части жаберной дуги 10—12 жаберных тычинок, а на нижней части 17—21. Жаберные тычинки короткие. Длинный спинной плавник с 11 жёсткими колючими лучами и 14—15 мягкими лучами; третий или четвёртый лучи наиболее длинные. Анальный плавник с 3 жёсткими и 8 мягкими лучами. Грудные плавники с 18—20 мягкими лучами, немного длиннее брюшных плавников. Окончания брюшных плавников не достигают анального отверстия. Хвостовой плавник закруглённый. Боковая линия с 52—58 чешуйками.
Тело окрашено в бледно-желтовато-коричневый цвет; по бокам тела проходят пять вертикальных рядов тёмно-коричневых пятен неправильной формы. Голова, тело и плавники покрыты многочисленными мелкими коричневыми точками, которые темнее на более крупных пятнах, чем между пятнами. На задней половине хвостового стебля расположено чёрное пятно седловидной формы. По бокам челюстей проходят 2—3 слабовыраженные тёмные полоски.
Максимальная длина тела 120 см, обычно до 50 см; масса тела — до 11 кг.

## Биология
Морские придонные рыбы. Обитают у коралловых рифов на глубине до 60 м. Молодь встречается в прибрежных зарослях морской травы. Питаются рыбами, крабами и головоногими.
Как и остальные представители рода буропятнистый групер является последовательным протогиническим гермафродитом. В начале жизненного цикла все особи представлены исключительно самками, и только часть взрослых рыб меняет пол и становится самцами. У берегов Австралии самки впервые созревают (50 % особей в популяции) при длине тела 57 см в возрасте 9 лет. Нерестятся в ноябре — январе. Максимальная продолжительность жизни 42 года..

## Ареал
Широко распространены в прибрежных водах Индо-Тихоокеанской области от Красного моря вдоль восточного побережья Африки до Мозамбика и Мадагаскара; у всех тропических островов Индийского океана; Индия, Таиланд, Индонезия; в западной части Тихого океана от юга Японии до Филиппин; Папуа-Новая Гвинея, Австралия и Новая Каледония. Не обнаружены в Персидском заливе и у Гавайских островов.